# Meineckia macropus
Meineckia macropus là một loài thực vật có hoa trong họ Diệp hạ châu. Loài này được (Hook.f.) G.L.Webster mô tả khoa học đầu tiên năm 1965.